# Anas undulata

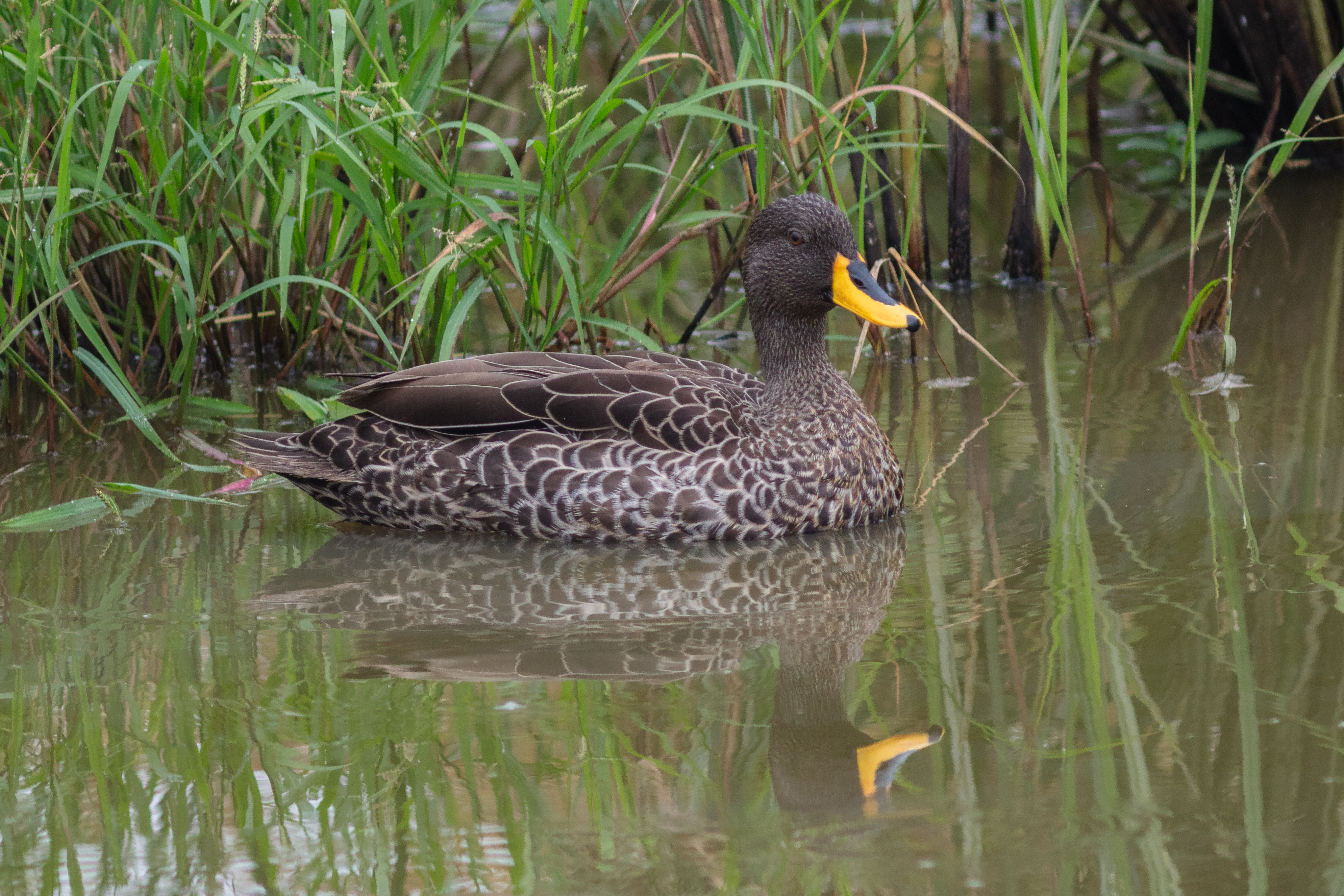
Esemplare di nuoto in uno stagno in Uganda

Il germano beccogiallo (Anas undulata Dubois, 1839) è un'anatra di superficie; è una specie stanziale molto numerosa in Africa meridionale e orientale.

## Descrizione
È un'anatra di medie dimensioni, lunga 51–58 cm, paragonabile nella taglia al germano reale, dal colore quasi completamente grigio, sebbene la testa sia più scura e il becco giallo brillante. La faccia inferiore delle ali è biancastra, mentre al di sopra troviamo uno specchio alare verde bordato di bianco.
I sessi sono simili e i giovani hanno una tonalità più uniforme degli adulti. La razza nord-orientale è di colore più scuro, ha il becco più brillante e lo specchio alare è azzurro.

## Biologia
Abita nelle zone d'acqua dolce situate in aperta pianura e per nutrirsi si immerge alla ricerca di vegetali, specialmente di sera o di notte. Nidifica sul terreno, tra la fitta vegetazione nei pressi dell'acqua. Una covata può essere composta da sei a dodici uova.
Quest'anatra non effettua migrazioni, ma durante la stagione secca può compiere brevi spostamenti in cerca dell'acqua disponibile. Tranne che nella stagione riproduttiva, è molto gregaria e forma stormi molto numerosi.

## Voce
Il maschio emette un fischio simile a quello dell'alzavola, mentre la femmina starnazza come quella di germano reale.

## Conservazione
Il germano beccogiallo è una delle specie protette dall'Agreement on the Conservation of African-Eurasian Migratory Waterbirds (AEWA). Il numero degli esemplari della sottospecie nominale meridionale sta diminuendo a causa della competizione e dell'ibridazione con germani reali rinselvatichiti (Rhymer 2006).